# Ralph Barton Perry
Ralph Barton Perry (Poultney, 3 luglio 1876 – Boston, 22 gennaio 1957) è stato un filosofo statunitense.
Nel 1912 scrisse con altri il manifesto The New Realism, programma filosofico del neorealismo di cui egli fu iniziatore. Perry asserì l'indipendenza tra l'oggetto di conoscenza e l'esperienza dall'egocentrismo, intesa come assenza di qualsivoglia dipendenza. Fervente monista neutrale, in teoria dei valori scollegò il momento appetitivo dal nesso tra desiderio e valore.
Assertore del behaviorismo, si fece propugnatore di un liberalismo illuminato in economia. Nel 1936 vinse il Premio Pulitzer per la biografia e autobiografia con l'opera biografica The Thought and Character of William James.